# Coatepec

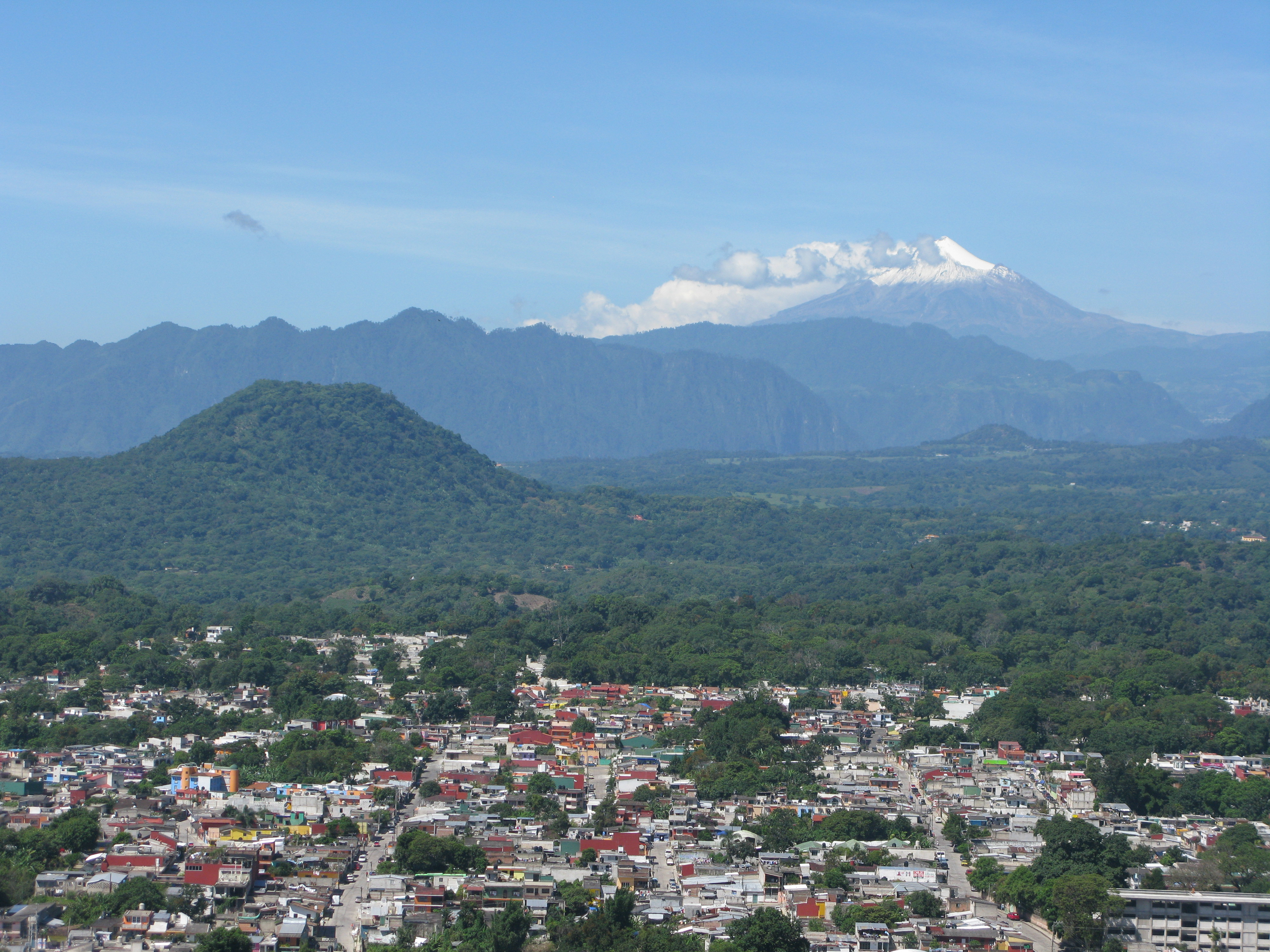
Vedere de pe dealul Catepec

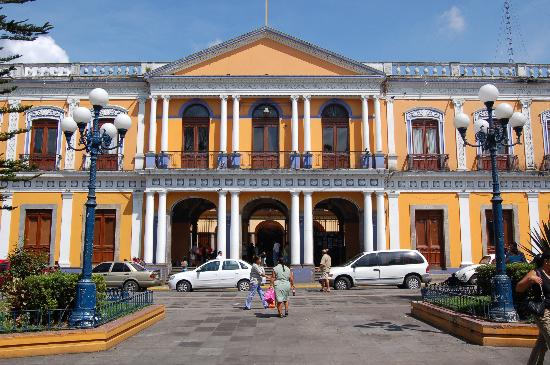
Cosiliul orășenesc Coatepec

Coatepec este un oraș în statul federal mexican Veracruz. Numele înseamnă în Limba nahuatl „Dealul Șerpilor”. Coatepec este centrul administrativ al Municipio Coatepec și se află la aproximativ 10 kilometri sud-vest de Xalapa-Enríquez, capitala statului federal, la marginea lanțului muntos Sierra Nevada. O șosea cu patru benzi de circulație leagă cele două localități.
Municipiul este străbătut de patru râuri: Pixquiac, Pintores, Sordo și Hueyapan. Toate se varsă în Río Pescados, care în La Antigua se varsă în Golful Mexic.
Datorită numeroaselor plantații de cafea din preajma localității, Coatepec este adesea numit „capitala mexicană a cafelei”. 
Din anul 2006 Coatepec este trecut în lista Pueblo Mágicos (Localitate magică).